# کارکس نئوفرا
کارکس نئوفرا (نام علمی: Carex neurophora) نام یک گونه از سرده جگن است.